# Sofia Raffaeli
Sofia Raffaeli (nascida em 19 de janeiro de 2004) é uma ginasta rítmica individual italiana . Ela é a campeã mundial geral de 2022, arco, bola, fita e equipa, a medalhista de prata mundial geral, arco e bola de 2023, campeã europeia de bola e clubes de 2023 e medalhista de prata geral, e arco europeu de 2022 e campeã de maças. Ela também é medalhista de prata no Mundial Júnior de 2019 com corda e maças. Ela é a primeira ginasta rítmica individual italiana a ganhar uma medalha de ouro em Campeonatos Mundiais, Campeonatos Europeus e Jogos Mundiais, e ganhou sete medalhas de ouro no individual geral no circuito da Copa do Mundo FIG. Sofia é também a primeira ginasta de competição individual de ginástica rítmica italiana a conquistar uma medalha nos Jogos Olímpicos.
A nível nacional, ela é campeã nacional italiana geral desde 2022 até 2025, medalhista de prata geral nacional italiana em 2021 e medalhista de bronze geral nacional italiana em 2020. Em 2025, ela é a ginasta rítmica individual mais condecorada da Federação Italiana de Ginástica .

## Vida pessoal
Raffaeli nasceu em Chiaravalle, Marche; Itália . A sua mãe, Milena Martarelli, é uma engenheira na Universidade de Ancona, enquanto o seu pai, Gianni Raffaeli, é arquiteto. Ela tem um irmão mais novo, Pietro Raffaeli, que é esgrimista.  Raffaeli começou com a ginástica artística aos três anos e mudou para a ginástica rítmica quatro anos depois.
Em 2021, ela entrou no Grupo Desportivo da Fiamme Oro . 
No Gazzetta Sports Awards 2023 (Oscar de desporto), Raffaeli foi nomeada a Melhor Atleta Feminina do ano ao lado do campeão olímpico, mundial e continental de salto em altura Gianmarco Tamberi, que foi o melhor masculino do ano. Isso fez dela a primeira ginasta rítmica italiana a ganhar este prêmio. 

## Carreira

### Júnior
Ela representou a Itália no Campeonato Europeu Júnior de 2018 em Guadalajara, Espanha, onde consegui classificar-se para a final de maças e terminou em 5º lugar. Em 2019, ela competiu no Campeonato Mundial Júnior de 2019 em Moscovo, na Rússia . Ela conquistou três medalhas de prata – equipe, corda e maças. Ela também ficou em 8º lugar na bola e 7º na fita. 

### Sénior

#### 2020
Em 2020, Sofia Raffaeli fez a sua estreia oficial como sénior no Campeonato Nacional Italiano de 2020, onde conquistou a medalha de bronze no individual geral atrás da Milena Baldassarri da e Alexandra Agiurgiuculese . Ela também conquistou medalha de ouro com maças e medalha de prata com bola. 

#### 2021
Na temporada de 2021, Sofia Raffaeli fez a sua estreia internacional sénior na série 2021 da Copa do Mundo de Ginástica Rítmica da FIG . Ela terminou em 10º no individual geral atrás da Sabina Tashkenbaeva e classificou-se para duas finais de aparelhos, onde conquistou a medalha de prata com maças e a medalha de bronze com fita.  De 16 a 18 de abril, Raffaeli competiu na Copa do Mundo de Tashkent de 2021, onde terminou em 4º lugar no individual geral, atrás da Anastasiia Salos, e classificou-se para três finais de aparelhos, ganhando uma medalha de prata com arco e fita, e também ficando em 4º lugar nas maças.  Em maio, Raffaeli participou na Copa do Mundo de Pesaro 2021, onde ficou em 8º lugar no geral, atrás da Laura Zeng, e classificou-se para 2 finais de aparelhos, ficando em 6º lugar nas maças e 5º na fita.
Em junho, ela conquistou a medalha de prata na final geral do Campeonato Nacional Italiano de 2021, atrás apenas da Milena Baldassarri e à frente da Alexandra Agiurgiuculese . Este campeonato decidiu se quais seriam as duas ginastas que iriam representar a Itália nos Jogos Olímpicos de Tóquio 2020 . Apesar de que Sofia Raffaeli ter ficado em segundo lugar, a selecionadora nacional, Emanuela Maccarani, decidiu que a ginasta que acompanhava a Baldassarri deveria ser Agiurgiuculese devido à sua experiência ao longo do ciclo olímpico. Raffaeli também conseguiu entrar nas quatro finais de aparelhos, conquistando ouro nas maças, prata no arco e bronze na bola e fita.
Raffaeli foi então selecionada para competir no Campeonato Europeu de Ginástica Rítmica de 2021 em Varna, Bulgária, junto com a Alexandra Agiurgiuculese . Ela classificou-se para a final individual geral e a final de maças; ela terminou as duas finais em 8º lugar. Na final do Grande Prémio de Marbella de 2021, Raffaeli ficou em 4º lugar no geral, atrás da Anastasia Simakova, e também ficou em 1º lugar em maças, 3º em bola e fita e 7º em arco. Ela foi selecionada para representar a Itália no Campeonato Mundial de 2021 em Kitakyushu, Japão . Na sua estreia no campeonato mundial sénior, ela ganhou a medalha de bronze na final do arco.  Raffaeli também chegou à final individual geral, terminando em 6º lugar, atrás da Viktoriia Onopriienko . Ela também conquistou a medalha de prata na competição por equipas, ao lado da Milena Baldassarri, Alexandra Agiurgiuculese, e do grupo italiano.

#### 2022
Na temporada de 2022, Raffaeli adaptou-se ao novo código de pontos FIG e tornou-se na melhor ginasta da seleção italiana.

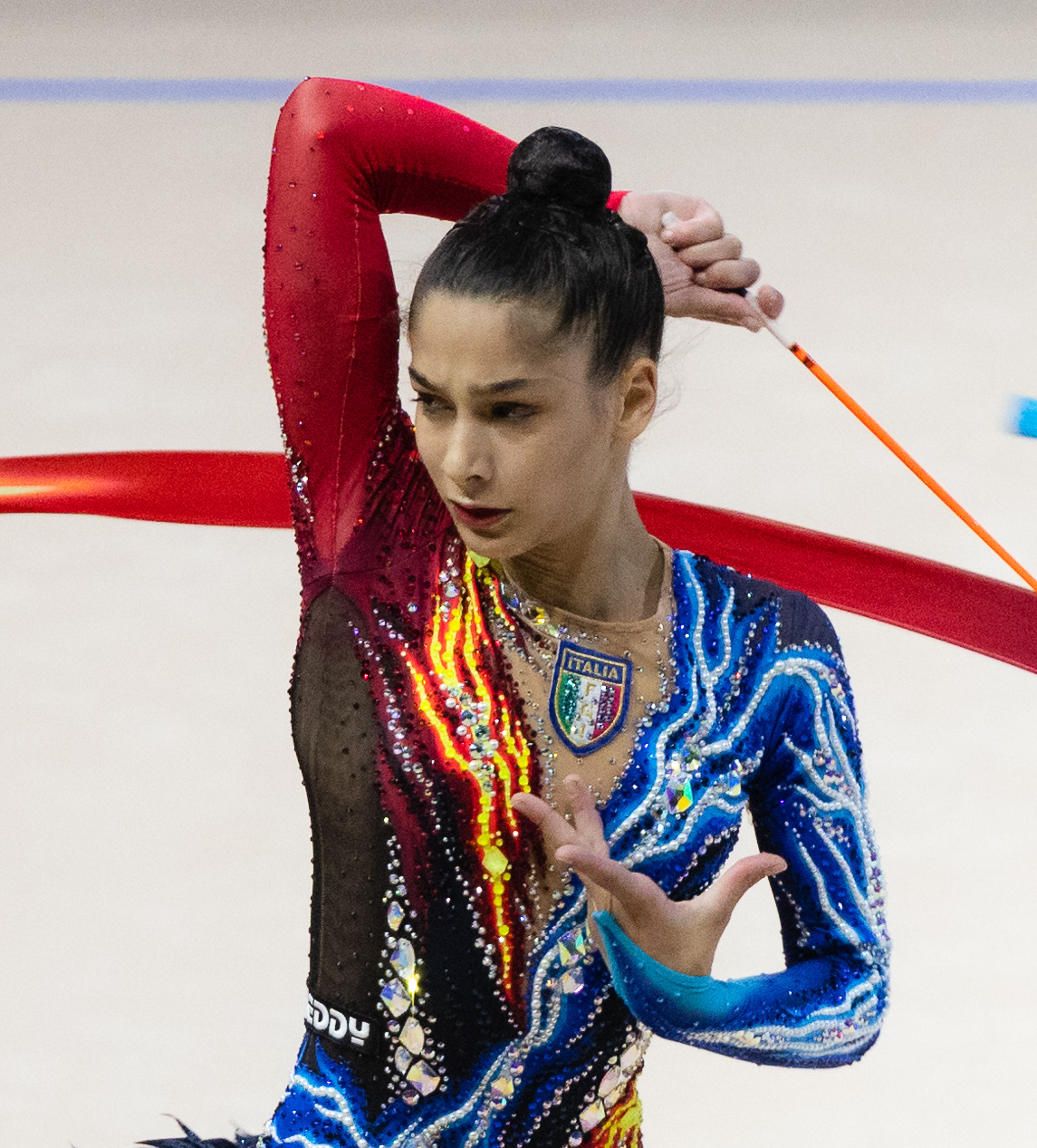
Sofia Raffaelli no Campeonato do Mundo 2022

Sofia Raffaeli competiu na Copa do Mundo de Atenas de 2022 e conquistou a medalha de ouro no individual geral, à frente da Daria Atamanov, tornando-se a primeira ginasta rítmica individual italiana a conquistar uma medalha de ouro no individual geral de uma etapa da Copa do Mundo da FIG . Ela também classificou-se para três finais de aparelhos, conquistando duas medalhas de ouro com bola e maças e uma medalha de prata com arco.   De 8 a 10 de abril, Raffaeli competiu na Copa do Mundo de Sofia de 2022, onde terminou em segundo lugar no geral, atrás da Boryana Kaleyn . Ela também conquistou 3 medalhas de prata com arco, bola, maças e ficou em 6º lugar na fita.  De 22 a 24 de abril, Raffaeli competiu na Copa do Mundo de Baku de 2022, onde conquistou o segundo título geral da sua carreira, à frente da Boryana Kaleyn e da companheira de equipa Milena Baldassarri . Ela também conquistou uma medalha de ouro com arco e duas medalhas de bronze com bola e maças, e ficou em 5º lugar na fita. 
De 27 a 29 de maio, Raffaeli competiu no Campeonato Nacional Italiano de 2022 . Conquistou a medalha de ouro no individual geral, e também conseguiu conquistar quatro medalhas de ouro nas finais de aparelhos, todas afrente da Milena Baldassarri .  De 3 a 5 de junho, Sofia Raffaeli competiu na Copa do Mundo de Pesaro de 2022, onde ganhou a medalha de ouro na competição geral. Além disso, conquistou três medalhas de ouro na final de arco, bola e maças e uma medalha de prata com a fita atrás da Viktoriia Onopriienko .  Com isso, conquistou o troféu geral do circuito da Copa do Mundo, e também conquistou os troféus de aparelhos com arco, bola e maças. 
De 15 a 19 de junho Raffaeli competiu no Campeonato Europeu de 2022 em Tel Aviv, Israel . Embora o seu mau desempenho na final individual a tenha deixado fora do pódio geral, ela ganhou duas medalhas de ouro e duas de prata no arco, maças, bola e final de equipa, respectivamente. Isso fez dela a primeira ginasta rítmica italiana a ganhar uma medalha de ouro no Campeonato Europeu .  De 12 a 13 de julho, Raffaeli competiu nos Jogos Mundiais de 2022 . Ela conquistou a medalha de ouro na final de maças e duas medalhas de prata na final de arco e bola.  Ela foi a primeira ginasta rítmica italiana a conquistar uma medalha de ouro nos Jogos Mundiais .
De 26 a 28 de agosto, Sofia Raffaeli competiu nos 2022 World Challenge Cup Cluj-Napoca . Ela ganhou a medalha de ouro na competição geral.  Ela se tornou a primeira ginasta rítmica italiana a ganhar uma medalha de ouro geral no World Challenge Cup . Além disso, conquistou duas medalhas de ouro na final de arco e fita e uma medalha de bronze com maças. De 14 a 18 de setembro, Raffaeli representou a Itália no Campeonato Mundial em Sófia, Bulgária, onde conquistou cinco medalhas de ouro nas competições individual geral, arco, bola, fita e equipa, e uma medalha de bronze na final de maças. Ela foi a primeira campeã individual geral da Itália no Campeonato Mundial. 

#### 2023

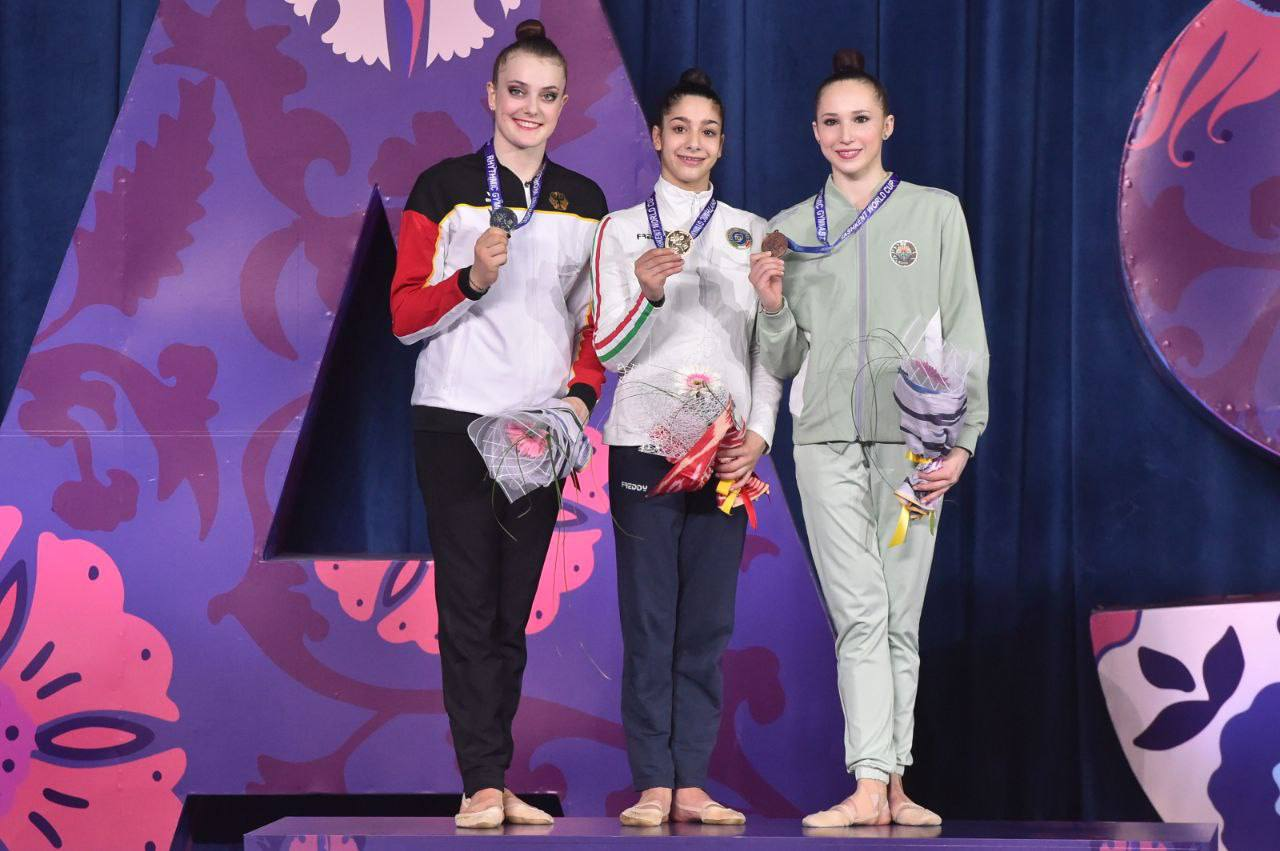
Raffaeli com Margarita Kolosov (esquerda) e Takhmina Ikromova (direita) na Copa do Mundo de 2023 em Tashkent

Raffaeli começou a sua temporada competindo no Grand Prix RG Marbella 2023, onde conquistou a medalha de ouro nas finais do individual geral e da fita, além de uma medalha de prata na final de maças. No dia 18 de março, Raffaeli disputou a Copa do Mundo de Atenas 2023 e conquistou a medalha de ouro no individual geral. Ela também ganhou uma medalha de ouro na final do aro e uma medalha de prata na final da bola. De 1 a 2 de abril, Raffaeli competiu na Copa do Mundo de 2023 em Sófia, onde terminou em segundo lugar no geral. Ela também conquistou uma medalha de prata com bola e duas medalhas de bronze com aro e tacos. Em 15 de abril, Raffaeli competiu na Copa do Mundo de 2023 em Tashkent e ganhou cinco medalhas de ouro nas finais do individual geral, aro, bola, tacos e fita. Na semana seguinte, ela competiu na Copa do Mundo de 2023 em Baku e terminou em segundo lugar no geral.
De 18 a 21 de maio, Raffaeli competiu no Campeonato Europeu de 2023 em Baku, no Azerbaijão . Ela ganhou a medalha de prata na final geral por apenas 0,05 pontos, depois de fazer grandes melhorias comparativamente as suas pontuações nas eliminatórias. Isso fez dela a primeira ginasta rítmica individual italiana a ganhar uma medalha na final geral do Campeonato Europeu .   Além disso, conquistou duas medalhas de ouro nas finais de maças e de bola.  Em 10 de junho, Raffaeli competiu no Campeonato Nacional Italiano de 2023 . Ela conquistou seu segundo título nacional consecutivo na competição geral.  Ela também conseguiu conquistar todas as medalhas de ouro nas finais do aparelho. 
De 14 a 16 de julho, Raffaeli competiu na World Challenge Cup Cluj-Napoca de 2023 e ganhou a medalha de ouro na competição geral. Ela conquistou a medalha de ouro na final da arco e duas medalhas de bronze nas finais de bola e maças.  De 21 a 23 de julho, Sofia Raffaeli competiu na Copa do Mundo de Milão de 2023, onde conquistou a medalha de ouro na final de arco e duas medalhas de prata na final geral e de maças.  Com isso, ela também ganhou o troféu geral e de arco da série FIG da Copa do Mundo pelo segundo ano consecutivo. 
Sofia Raffaeli foi selecionada para competir no Campeonato Mundial de Ginástica Rítmica de 2023, em Valência, na Espanha, onde conquistou três medalhas de prata nas finais do individual geral, arco e bola. Ela também contribuiu muito para o bronze da equipa italiana.  Ao longo do Mundial, Raffaeli foi vista treinando com uma nova treinadora, Claudia Mancinelli, e existiram rumores de que ela e sua treinadora de longa data , Julieta Cantaluppi, tiveram alguns desentendimentos. Em novembro, menos de um ano antes dos Jogos Olímpicos de Verão de 2024, foi formalmente anunciado pela Federação Italiana e Israelense de Ginástica que Julieta Cantaluppi tinha abandonado a Itália em busca de outras oportunidades como treinadora em Israel. 

#### 2024
Sofia Raffaeli começou a temporada competindo na Copa do Mundo de Atenas 2024 e conquistou duas medalhas de prata com arco e bola. De 12 a 14 de abril, Raffaeli competiu na Copa do Mundo de Sófia de 2024, onde terminou em quarto lugar no geral. Ela também conquistou medalha de bronze com arco e medalha de ouro com maças. Na semana seguinte, ela competiu na Copa do Mundo de 2024 em Baku e terminou em terceiro lugar no geral. Ela também conquistou medalha de ouro com maças e medalha de prata com arco.
De 3 a 5 de maio, Raffaeli competiu na European Cup Baku de 2024, onde conquistou a medalha de prata no individual geral, uma medalha de ouro com arco, uma medalha de prata com maças e uma medalha de bronze com fita. De 23 a 26 de maio Raffaeli competiu no Campeonato Europeu de 2024 em Budapeste, Hungria . Ela conquistou a medalha de prata na final geral, a medalha de ouro na final com bola e a medalha de prata na final com fita. Ela também conquistou a medalha de prata na competição por equipas, ao lado da Milena Baldassarri e do grupo italiano.
Em Agosto, Sofia competiu nos Jogos Olimpicos De Verão 2024. Ela qualificou-se para a final com o primeiro lugar. Na final, ela deixou cair os seus aparelhos nos exercicios de bola e fita ,mas mesmo assim consegui conquistar a medalha de bronze, também adquirido o titulo de primeira ginasta italiana individual de ginastica ritmica a ganhar uma medalha olimpica. Ela expresou desapontamento das suas falhas , mas estva muito contente com o seu bronze.  
2025
Raffaeli começou a sua época no final de fevereiro, ao competir pelo seu clube, Fabriano, na primeira etapa do campeonato italiano da Série A1 de clubes. Apresentou a sua nova rotina com arco e obteve a segunda pontuação mais alta do dia, apenas atrás de Varfolomeev, mas a sua equipa ficou apenas em 7.º lugar devido a vários erros nas rotinas das outras ginastas. A segunda etapa teve lugar a 15 de março, onde a Raffaeli apresentou a sua nova rotina com maças e ajudou a equipa Fabriano a alcançar o 3.º lugar. 
No Grand Prix de Marbella, no final de março, Raffaeli conquistou a medalha de prata no concurso geral, ficando atrás de Taiisia Onofriichuk. Também venceu a medalha de ouro nas finais de arco e fita, e a medalha de prata na final de maças. De 4 a 6 de abril, competiu na Taça do Mundo de Sófia, onde cometeu erros em três das quatro rotinas do concurso geral e terminou em 11.º lugar. Apenas se qualificou para a final de arco, onde ganhou a medalha de bronze. Entre 18 e 20 de abril, competiu na Taça do Mundo de Baku e venceu a medalha de ouro no concurso geral, à frente de Taisiia Onofriichuk e Stiliana Nikolova.
No início de maio, Raffaeli competiu na Taça Europeia realizada em Baku. No duelo direto (cross battle), conquistou a medalha de ouro à frente de Lola Djuraeva e Taisiia Onofriichuk, e também venceu a final de bola. Sofia foi selecionada para representar a Itália, juntamente com Tara Dragas e Alice Taglietti, no Campeonato Europeu de 2025, em Tallinn. Juntamente com o grupo sénior, venceram a medalha de ouro na competição por equipas. Na final do concurso geral, terminou em 4.º lugar, a apenas 0,2 pontos do pódio. No dia seguinte, participou em todas as finais por aparelho e ganhou a medalha de prata com o arco e a de bronze com as maças.
A 14 de junho, competiu no Campeonato Nacional Italiano de 2025 e conquistou o seu quarto título nacional consecutivo no concurso geral. Numa disputa renhida com Tara Dragas, venceu por apenas 0,35 pontos. Conquistou medalhas de ouro nas finais de arco e bola, e medalhas de prata nas finais de maças e fita.

## Talento Único
Raffaeli tem uma habilidade do seu nome listada no código de pontos, uma pirueta de 180 graus na divisão lateral sem ajuda, tronco de lado na horizontal em relevé com a perna livre dobrada.  Foi adicionado ao código em 2021. Ela é a segunda ginasta rítmica italiana a ter uma habilidade depois da Alexandra Agiurgiuculese . 
| Nome     | Descrição                                                                      | Dificuldade    |
| -------- | ------------------------------------------------------------------------------ | -------------- |
| Raffaeli | Divisão lateral com ou sem ajuda, tronco horizontal com perna livre flexionada | 0,5 valor base |

1. ↑  Valid for the 2022-2024 Code of Points

## Conquistas
- Ela é a primeira e única ginasta italiana a ganhar uma medalha em um Campeonato Mundial Júnior de Ginástica Rítmica .
- Ela é a primeira e única ginasta individual italiana a ganhar a medalha de ouro na competição geral numa Copa do Mundo .
- Ela é a primeira e única ginasta italiana a vencer todos os circuitos da Copa do Mundo nas especialidades de competição geral, arco, bola e maças.
- Ela é a primeira e única ginasta individual italiana a ganhar uma medalha num Campeonato Europeu de Ginástica Rítmica .
- Ela é a primeira e única ginasta individual italiana a ganhar uma medalha de ouro num Campeonato Europeu de Ginástica Rítmica .
- Ela é a primeira e única ginasta individual italiana a ganhar a medalha de ouro num Campeonato Mundial de Ginástica Rítmica .
- Ela é a primeira e única ginasta individual italiana a ganhar a medalha de ouro no individual geral num Campeonato Mundial de Ginástica Rítmica .
- Ela é a primeira e única ginasta individual italiana a ganhar 5 de 5 medalhas de ouro (all-around, arco, bola, maças e fita) numa Copa do Mundo.
- Ela é a primeira e única ginasta individual italiana a ganhar uma medalha no individual geral num Campeonato Europeu de Ginástica Rítmica .

## Informações musicais de rotina
| Year | Apparatus       | Music title                                                                                         |
| ---- | --------------- | --------------------------------------------------------------------------------------------------- |
| 2025 | Arco            | Tu si' na cosa grande by Domenico Modugno                                                           |
| 2025 | Bola            | Making Christmas Remix (from The Nightmare Before Christmas) Pentatonix & The Citizens of Halloween |
| 2025 | Maças           | 'Cu Ti Lu Dissi by Redi Hasa & Maria Mazzotta                                                       |
| 2025 | Fita            | El Tango De Roxanne by Roxane Del                                                                   |
| 2024 | Arco            | Rescue by Lauren Daigle                                                                             |
| 2024 | Bola            | Bella ci dormi by Maria Mazzotta and Pulcinella                                                     |
| 2024 | Maças           | Dark Mirror by Power-Haus, Christian Reindl and Lucie Paradis                                       |
| 2024 | Fita            | Vesoul by Mouron and Terry Truck                                                                    |
| 2023 | Arco            | Psycho Suite by Bernard Hermann and The Murder by Danny Elfman                                      |
| 2023 | Bola            | Il Mondo by Jacopo Rossetto                                                                         |
| 2023 | Maças           | Quand C’est by Stromae                                                                              |
| 2023 | Fita            | That's life by Frank Sinatra                                                                        |
| 2022 | Arco            | Vai Vedrai by Cirque du Soleil                                                                      |
| 2022 | Bola            | Nemesis by Benjamin Clementine                                                                      |
| 2022 | Maças           | Call me Cruella by Florence + the Machine                                                           |
| 2022 | Fita(Primeiro)  | Two Trains by Jan A. P. Kaczmarek                                                                   |
| 2022 | Fita(Segundo)   | Ladder Fight (Xena Warrior Princess Soundtrack) by Joseph Lo Duca                                   |
| 2021 | Arco            | Montagues & Capulets by Richard Clayderman, Bulgarian Symphony Orchestra, Deyan Pavlov              |
| 2021 | Bola (primeiro) | Oogie Boogie's Song by Danny Elfman                                                                 |
| 2021 | Bola (Segundo)  | The man with the harmonica Song by Ennio Morricone                                                  |
| 2021 | Maças           | Merry Christmas Mr Lawrence by Ryuichi Sakamoto                                                     |
| 2021 | Fita            | Tango De Amor (The Addams Family Ost) by Nathan Lane, Bebe Neuwirth                                 |
| 2020 | Arco            | Dance Of The Sugar Plum Fairy by Jennifer Thomas                                                    |
| 2020 | Bola            | Oogie Boogie's Song by Danny Elfman                                                                 |
| 2020 | Maças(primeiro) | Aha! by Imogen Heap                                                                                 |
| 2020 | Maças(segundo)  | Merry Christmas Mr Lawrence by Ryuichi Sakamoto                                                     |
| 2020 | Fita            | Tango De Amor (The Addams Family Ost) by Nathan Lane, Bebe Neuwirth                                 |
| 2019 | Arco            | Far From Over by Frank Stallone, From "Staying Alive" Soundtrack                                    |
| 2019 | Bola            | Amara Terra Mia by Ermal Meta                                                                       |
| 2019 | Maças           | Money by Alan Cumming                                                                               |
| 2019 | Fita            | The Penguins of Madagascar by Lorne Balfe                                                           |
| 2018 | Arco            | La foule by Edith Piaf                                                                              |
| 2018 | Bola            | Main Theme (From "Pink Panther") by The City of Prague Philharmonic Orchestra                       |
| 2018 | Maças           | Marajà by Vinicio Capossela                                                                         |
| 2018 | Fita            | The Penguins of Madagascar by Lorne Balfe                                                           |

## Destaques competitivos
(As competições por equipes em seniores são realizadas apenas em Campeonatos Mundiais, Europeus e outros Jogos Continentais.)
| International: Senior | International: Senior           | International: Senior | International: Senior | International: Senior | International: Senior | International: Senior | International: Senior |
| Year | Event                           | AA                    | Team                  | Hoop                  | Ball                  | Clubs                 | Ribbon                |
| --- | ------------------------------- | --------------------- | --------------------- | --------------------- | --------------------- | --------------------- | --------------------- |
| 2025 | European Championships          | 4th                   | 1st                   | 2nd                   | 5th                   | 3rd                   | 4th                   |
| 2025 | European Cup Baku               | 1st                   |                       |                       | 1st                   |                       |                       |
| 2025 | World Cup Baku                  | 1st                   |                       | 5th                   | 6th                   | 4th                   | 5th                   |
| 2025 | World Cup Sofia                 | 11th                  |                       | 3rd                   | 26th(Q)               | 9th (Q)               | 28th (Q)              |
| 2025 | Grand Prix Marbella             | 2nd                   |                       | 1st                   | 5th                   | 2nd                   | 1st                   |
| 2024 | Aeon Cup                        | 1st                   | 3rd                   |                       |                       |                       |                       |
| 2024 | Olympic Games                   | 3rd                   |                       |                       |                       |                       |                       |
| 2024 | World Cup Milan                 | 2nd                   |                       | 7th                   | 2nd                   | 2nd                   | 1st                   |
| 2024 | European Championships          | 2nd                   | 2nd                   | 8th                   | 1st                   | 6th                   | 2nd                   |
| 2024 | European Cup Baku               | 2nd                   |                       | 1st                   | 4th                   | 2nd                   | 3rd                   |
| 2024 | World Cup Baku                  | 3rd                   |                       | 2nd                   | 4th                   | 1st                   | 15th(Q)               |
| 2024 | World Cup Sofia                 | 4th                   |                       | 3rd                   | 4th                   | 1st                   | 12th(Q)               |
| 2024 | World Cup Athens                | 8th                   |                       | 2nd                   | 2nd                   | 11th (Q)              | 29th (Q)              |
| 2023 | Aeon Cup                        | 3rd                   | 4th                   |                       |                       |                       |                       |
| 2023 | World Championships Valencia    | 2nd                   | 3rd                   | 2nd                   | 2nd                   | 15th (Q)              | 4th                   |
| 2023 | World Cup Milan                 | 2nd                   |                       | 1st                   | 7th                   | 2nd                   | 8th                   |
| 2023 | World Challenge Cup Cluj-Napoca | 1st                   |                       | 1st                   | 3rd                   | 3rd                   | 6th                   |
| 2023 | European Championships Baku     | 2nd                   | 4th                   | 4th                   | 1st                   | 1st                   | 29th (Q)              |
| 2023 | World Cup Baku                  | 2nd                   |                       | 2nd                   | 7th                   | 6th                   | 14th (Q)              |
| 2023 | World Cup Tashkent              | 1st                   |                       | 1st                   | 1st                   | 1st                   | 1st                   |
| 2023 | World Cup Sofia                 | 2nd                   |                       | 3rd                   | 2nd                   | 3rd                   | 5th                   |
| 2023 | World Cup Athens                | 1st                   |                       | 1st                   | 2nd                   | 5th                   | 5th                   |
| 2023 | Grand Prix Marbella             | 1st                   |                       | 4th                   | 4th                   | 2nd                   | 1st                   |
| 2022 | World Championships Sofia       | 1st                   | 1st                   | 1st                   | 1st                   | 3rd                   | 1st                   |
| 2022 | World Challenge Cup Cluj-Napoca | 1st                   |                       | 1st                   | 8th                   | 3rd                   | 1st                   |
| 2022 | World Games 2022                |                       |                       | 2nd                   | 2nd                   | 1st                   | 11th (Q)              |
| 2022 | European Championships Tel Aviv | 4th                   | 2nd                   | 1st                   | 2nd                   | 1st                   | 9th (Q)               |
| 2022 | World Cup Pesaro                | 1st                   |                       | 1st                   | 1st                   | 1st                   | 2nd                   |
| 2022 | World Cup Baku                  | 1st                   |                       | 1st                   | 3rd                   | 3rd                   | 5th                   |
| 2022 | World Cup Sofia                 | 2nd                   |                       | 2nd                   | 2nd                   | 2nd                   | 6th                   |
| 2022 | World Cup Athens                | 1st                   |                       | 2nd                   | 1st                   | 1st                   | 14th (Q)              |
| 2021 | World Championships Kitakyushu  | 6th                   | 2nd                   | 3rd                   |                       | 9th (Q)               | 16th (Q)              |
| 2021 | Grand Prix Marbella             | 4th                   |                       | 7th                   | 3rd                   | 1st                   | 3rd                   |
| 2021 | European Championships Varna    | 8th                   | 6th                   | 11th (Q)              | 9th (Q)               | 8th                   | 39th (Q)              |
| 2021 | World Cup Pesaro                | 8th                   |                       | 9th (Q)               | 19th (Q)              | 6th                   | 5th                   |
| 2021 | World Cup Tashkent              | 4th                   |                       | 2nd                   | 11th (Q)              | 4th                   | 2nd                   |
| 2021 | World Cup Sofia                 | 10th                  |                       | 29th (Q)              | 14th (Q)              | 2nd                   | 3rd                   |
| International: Junior |                                 |                       |                       |                       |                       |                       |                       |
| Year | Event                           | AA                    | Team                  | Hoop/Rope             | Ball                  | Clubs                 | Ribbon                |
| 2019 | Junior World Championships      |                       | 2nd                   | 2nd                   | 8th                   | 2nd                   | 7th                   |
| 2018 | Junior European Championships   |                       | 4th                   | 7th (Q)               |                       | 5th                   |                       |
| National |                                 |                       |                       |                       |                       |                       |                       |
| Year | Event                           | AA                    | Team                  | Hoop                  | Ball                  | Clubs                 | Ribbon                |
| 2023 | Italian National Championships  | 1st                   |                       | 1st                   | 1st                   | 1st                   | 1st                   |
| 2022 | Italian National Championships  | 1st                   |                       | 1st                   | 1st                   | 1st                   | 1st                   |
| 2021 | Italian National Championships  | 2nd                   |                       | 2nd                   | 3rd                   | 1st                   | 3rd                   |
| 2020 | Italian National Championships  | 3rd                   |                       | 4th                   | 2nd                   | 1st                   | 17th (Q)              |
| 2019 | Italian National Championships  |                       |                       |                       | 3rd                   | 3rd                   | 4th                   |
| Q = Qualifications (Did not advance to Event Final due to the 2 gymnast per country rule, only Top 8 highest score); WR = World Record; WD = Withdrew; NT = No Team Competition; OC = Out of Competition(competed but scores not counted for qualifications/results) |                                 |                       |                       |                       |                       |                       |                       |